# Vernon County (Wisconsin)
Das Vernon County ist ein County im US-amerikanischen Bundesstaat Wisconsin. Im Jahr 2020 hatte das County 30.714 Einwohner und eine Bevölkerungsdichte von 14,9 Einwohnern pro Quadratkilometer. Der Verwaltungssitz (County Seat) ist Viroqua.

## Geografie
Das County liegt im mittleren Südwesten Wisconsins, in der Driftless Area genannten eiszeitlich geformten Region, die sich über das südöstliche Minnesota, das südwestliche Wisconsin, das nordöstliche Iowa und das äußerste nordwestliche Illinois erstreckt. Bei der letzten Eiszeit, der so genannten Wisconsin Glaciation, blieb die Region eisfrei, sodass sich die Flusstäler auch während dieser Zeit tiefer in das Plateau einschneiden konnten.
Das Vernon County wird Westen vom Mississippi begrenzt, der zugleich die natürliche Grenze Wisconsins zu Iowa und Minnesota bildet. Das Vernom County hat eine Fläche von 2114 Quadratkilometern, wovon 56 Quadratkilometer Wasserfläche sind.
An das Vernon County grenzen folgende Nachbarcountys:
| La Crosse County           | Monroe County   | Juneau County   |
| Houston County (Minnesota) |                 | Sauk County     |
| Allamakee County (Iowa)    | Crawford County | Richland County |

## Geschichte
Das Vernon County wurde 1851 aus Teilen des Crawford County und des Richland County als Bad Axe County gebildet. Später wurde es umbenannt nach dem Landsitz Mount Vernon, der Heimat von George Washington.

## Bevölkerung
Nach der Volkszählung im Jahr 2010 lebten im Vernon County 29.773 Menschen in 11.737 Haushalten. Die Bevölkerungsdichte betrug 14,5 Einwohner pro Quadratkilometer. In den 11.737 Haushalten lebten statistisch je 2,51 Personen.
Ethnisch betrachtet setzte sich die Bevölkerung zusammen aus 98,1 Prozent Weißen, 0,4 Prozent Afroamerikanern, 0,2 Prozent amerikanischen Ureinwohnern, 0,4 Prozent Asiaten sowie aus anderen ethnischen Gruppen; 0,9 Prozent stammten von zwei oder mehr Ethnien ab. Unabhängig von der ethnischen Zugehörigkeit waren 1,5 Prozent der Bevölkerung spanischer oder lateinamerikanischer Abstammung.
25,7 Prozent der Bevölkerung waren unter 18 Jahre alt, 56,6 Prozent waren zwischen 18 und 64 und 17,7 Prozent waren 65 Jahre oder älter. 50,0 Prozent der Bevölkerung war weiblich.

Das jährliche Durchschnittseinkommen eines Haushalts lag bei 44.676 USD. Das Pro-Kopf-Einkommen betrug 22.183 USD. 15,2 Prozent der Einwohner lebten unterhalb der Armutsgrenze.

## Ortschaften im Vernon County
Citys
- Hillsboro
- Viroqua
- Westby

Villages
| - Chaseburg - Coon Valley - De Soto1 | - Genoa - La Farge - Ontario | - Readstown - Stoddard - Viola2 |

Unincorporated Communities
| - Avalanche - Bloomingdale - Bud - Dilly - Esofea - Fargo | - Folsom - Greenwood - Kickapoo Center - Liberty - Liberty Pole - Mount Tabor | - Newry - Newton - Pleasant Valley - Purdy - Red Mound - Retreat | - Rockton - Romance - Ross - Springville - Sugar Grove - Trippville | - Tunnelville2 - Valley - Victory - West Prairie - White City |

1 – teilweise im Crawford County

2 – teilweise im Richland County

## Gliederung
Das Vernon County ist neben den drei Citys und neun Villages in 21 Towns eingeteilt:
| Town       | Einw. (2010) | FIPS     |
| ---------- | ------------ | -------- |
| Bergen     | 1364         | 55-06900 |
| Christiana | 931          | 55-14675 |
| Clinton    | 1358         | 55-15675 |
| Coon       | 728          | 55-16875 |
| Forest     | 634          | 55-26550 |
| Franklin   | 1140         | 55-27400 |
| Genoa      | 789          | 55-28650 |
| Greenwood  | 847          | 55-31625 |
| Hamburg    | 973          | 55-32225 |
| Harmony    | 755          | 55-32725 |
| Hillsboro  | 807          | 55-34850 |

| Town       | Einw. (2010) | FIPS     |
| ---------- | ------------ | -------- |
| Jefferson  | 1143         | 55-37975 |
| Kickapoo   | 626          | 55-39475 |
| Liberty    | 252          | 55-43900 |
| Stark      | 363          | 55-76725 |
| Sterling   | 633          | 55-77075 |
| Union      | 700          | 55-81675 |
| Viroqua    | 1718         | 55-82950 |
| Webster    | 778          | 55-85050 |
| Wheatland  | 561          | 55-86525 |
| Whitestown | 502          | 55-86900 |

| Bergen Hamburg Coon Christiana Clinton Whites- town Forest Hillsboro Green- wood Union Stark Webster Viroqua Jefferson Harmony Genoa Wheatland Sterling Franklin Kickapoo Liberty 1 2 3 4 5 6 7 8 9 10 11 12 1 - Village of Stoddard 2 - Village of Chaseburg 3 - Village of Coon Valley 4 - City of Westby 5 - Village of Ontario 6 - City of Hillsboro 7 - Village of La Farge 8 - City of Viroqua 9 - Village of Genoa 10 - Village of De Soto 11 - Village of Readstown 12 - Village of Viola |